# چری ونچر
چری ونچر (به انگلیسی: Cherry Venture) یک کشتی بود.